# Evelyn Irons
 (septembre 2009).
Si vous disposez d'ouvrages ou d'articles de référence ou si vous connaissez des sites web de qualité traitant du thème abordé ici, merci de compléter l'article en donnant les références utiles à sa vérifiabilité et en les liant à la section « Notes et références ».
Pour les articles homonymes, voir Irons.
Evelyn Irons est une journaliste et correspondante de guerre écossaise née le 17 juin 1900 à Glasgow et décédée le 3 avril 2000. Elle fut une des premières journalistes à rentrer dans Paris libéré en août 1944 et la première femme correspondante de guerre à recevoir la croix de guerre 1939-1945. Elle a étudié au Somerville College (Oxford).
Alors qu'elle est déjà en couple avec la journaliste Olive Rindel, sa liaison avec Vita Sackville-West fut brève mais médiatisée. 
Au printemps 1931, elle fait visiter les presses du Daily Mail, journal pour lequel elle travaille, à Virginia Woolf, Leonard Woolf et Vita Sackville-West. 
Elle vécut ensuite avec une autre journaliste. Elle meurt à l'âge de 99 ans.